# Regina Murguía
Regina Murguía Payes (Ciudad de México, México, 14 de agosto de 1985) es una actriz y conductora mexicana. Forma parte del grupo JNS, antes llamado JEANS.

## Biografía

### Primeros años
Nació en Ciudad de México el 14 de agosto de 1985, es hija de María del Carmen y Armando Murguía Ruiz (DEP) y tiene un hermano mayor que se llama Jorge Kendall. Al poco tiempo de su nacimiento, su familia se trasladó a Morelia, Michoacán, donde pasó toda su infancia.
Desde pequeña le atrajo el arte, por lo que empezó a tomar clases de ballet.

### Jeans
En una presentación de Jeans, Regina conoció a Alejandro Sirvent, quien le propuso unirse al grupo; esto pasó al poco tiempo de que Melissa se salió del grupo. Coincidió con la grabación del nuevo álbum, Tr3s.Jeans, mismo que ella terminó de grabar en Ciudad de México. En la grabación, no cantó ningún tema, sólo engrosó el coro. Poco tiempo después del ingreso de Valeria a Jeans, Regina se retiró del grupo y decidió entablar una demanda por abuso y maltrato psicológico.
En 2015, se integró al reencuentro de Jeans. En julio de este año grabaron su disco en vivo Dèjá Vu que incluye sus éxitos más populares y tres temas inéditos. El grupo hizo oficial su gira de reencuentro titulada "Dèjá Vu Tour", seguido de Jeans 20 años en vivo. 
A principios de 2017, el grupo cambió de nombre oficialmente a JNS. Asimismo, la banda anunció su nueva gira llamada "Metamorfosis Tour".
Regina formó parte de la gira "90’s pop tour" desde 2017 hasta 2022, en la que participó en cuatro volúmenes que han tenido éxito. Estuvo en 17 presentaciones en la Arena Ciudad de México con llenos totales. 

### Otros Proyectos
A su salida de Jeans, Regina se dedicó a estudiar Diseño de modas en la escuela IESMODA. También fue modelo para comerciales y tiendas de ropa.
En este tiempo igual la seleccionaron como una de las chicas Tweenty Models, además de que participó en el video de Río Roma "Aunque te vayas".
Se dedica al modelaje, la música y la actuación.
Su carrera de modelaje se inició a finales de 2006, al ser elegida como una de las Tweety Models.
Ocasionalmente se ha desempeñado en TV Azteca en algunas telenovelas y programas unitarios.
Desde 2013, conduce el programa "Hit m3", después llamado "Hasta mañana es lunes".
En 2014, fue participante de la tercera temporada de "La Isla, el reality" y obtuvo décimo lugar en la competencia.
En 2015, participó en el programa "Food Truck Rally" de Cerveza Modelo.

## Filmografía
En 2008, Regina participó en el cortometraje "Historia de Barberos".

### Telenovelas
- UEPA! Un escenario para amar (2015) - Anya Moret Barrientos
- La mujer de Judas (2012) - Cordelia Manzur Araujo / Ricarda Araujo (joven)
- Quiéreme tonto (2010) - Paulina
- Pasión morena (2009) - Marcela
- Secretos del alma (2008) - Valentina

### Programas de TV
- Hasta mañana es lunes (2014-2015) - Conductora
- La Isla, el reality (2014) - 9.ª eliminada (10° Lugar)
- HitM3 (2013-2014) - Conductora
- Lo que callamos las mujeres - Vanessa
- A cada quien su santo - Clara

### Webnovelas
- Mi Bella Dama (2012 - 2013)